# Robert Coogan
Robert Coogan (Glendale, 13 dicembre 1924 – Los Angeles, 12 maggio 1978) è stato un attore statunitense, fratello minore di Jackie Coogan e noto anch'egli soprattutto come attore bambino negli anni trenta e quindi nei decenni successivi attivo in ruoli comici di supporto al cinema e alla televisione.

## Biografia
Robert Coogan nasce a Glendale (California) nel 1924. È il fratello minore di Jackie Coogan, famosissimo interprete ne Il monello di Charlie Chaplin (1924) e in molte altre pellicole di successo. 
Robert conosce il suo periodo di maggiore notorietà proprio all'inizio della sua carriera, interpretando il ruolo di "Sooky" in Skippy (1931) al fianco del protagonista Jackie Cooper, il più celebre attore bambino del momento. Il film ha grande successo, primo film interpretato da bambini ad essere premiato con un Oscar e tre nominations. Il successo produce anche un sequel "Sooky", sempre interpretato dai due attori bambini. 
Nel 1932 Robert prende parte ad altre due pellicole, ma la sua carriera non decolla. Occorre attendere il 1942 per vederlo nuovamente sullo schermo assieme ad un gruppo di famosi ex attori bambini in Johnny Doughboy, un film di intrattenimento per l'esercito.
Quando nel 1948 riprende con più regolarità la carriera di attore, gli si offrono solo parti comiche minori al cinema, dapprima ancora assieme a Jackie Cooper e al fratello Jackie Coogan, poi con i Bowery Boys e quindi interpretando il personaggio di "Humphrey Pennyworth" in una serie di tre film con Joe Kirkwood Jr.. Negli anni cinquanta vengono alcune parti televisive tra cui, sempre in chiave comica, quella di Adolf Hitler in un episodio di General Electric Theater (1955), fino al suo ritiro definitivo dalle scene agli inizi degli anni sessanta.
Muore nel 1978, all'età di 53 anni.

## Filmografia

### Cinema
- Skippy, regia di Norman Taurog (1931)
- Sooky, regia di Norman Taurog (1931)
- The Miracle Man, regia di Norman Z. McLeod (1932)
- Ala infranta (Sky Bride), regia di Stephen Roberts (1932)
- Johnny Doughboy, regia di John H. Auer (1942)
- Kilroy Was Here, regia di Phil Karlson (1947)
- French Leave, regia di Frank McDonald (1948)
- Master Minds, regia di Jean Yarbrough (1949)
- Joe Palooka Meets Humphrey, regia di Jean Yarbrough (1950)
- Joe Palooka in Humphrey Takes a Chance, regia di Jean Yarbrough (1950)
- Delitto in prima pagina (The Underworld Story), regia di Cy Endfield (1950) - non accreditato
- Joe Palooka in The Squared Circle, regia di Reginald Le Borg (1950)
- Ghost Chasers, regia di William Beaudine (1951)
- Here Come the Marines, regia di William Beaudine (1952)
- La piccola bottega degli orrori (The Little Shop of Horrors), regia di Roger Corman (1960) - non accreditato
- Third of a Man, regia di Robert Lewin (1962) - non accreditato

### Televisione
- Death Valley Days – serie TV, 1 episodio (1957)
- General Electric Theater – serie TV, episodio 8x03 (1959)